# St. Clair (rzeka)
St. Clair – rzeka o długości 64 km wypływająca z południowego końca jeziora Huron i wpadająca do jeziora St. Clair. Wraz z rzeką Detroit tworzy połączenie między Wielkimi Jeziorami Erie i Huron.
Rzeka tworzy granicę między Stanami Zjednoczonymi i Kanadą. Na jej zachodnim brzegu leży amerykańskie miasto Port Huron, a na wschodnim kanadyjskie miasto Sarnia.
Rzeka jest częścią Drogi Wodnej Świętego Wawrzyńca.

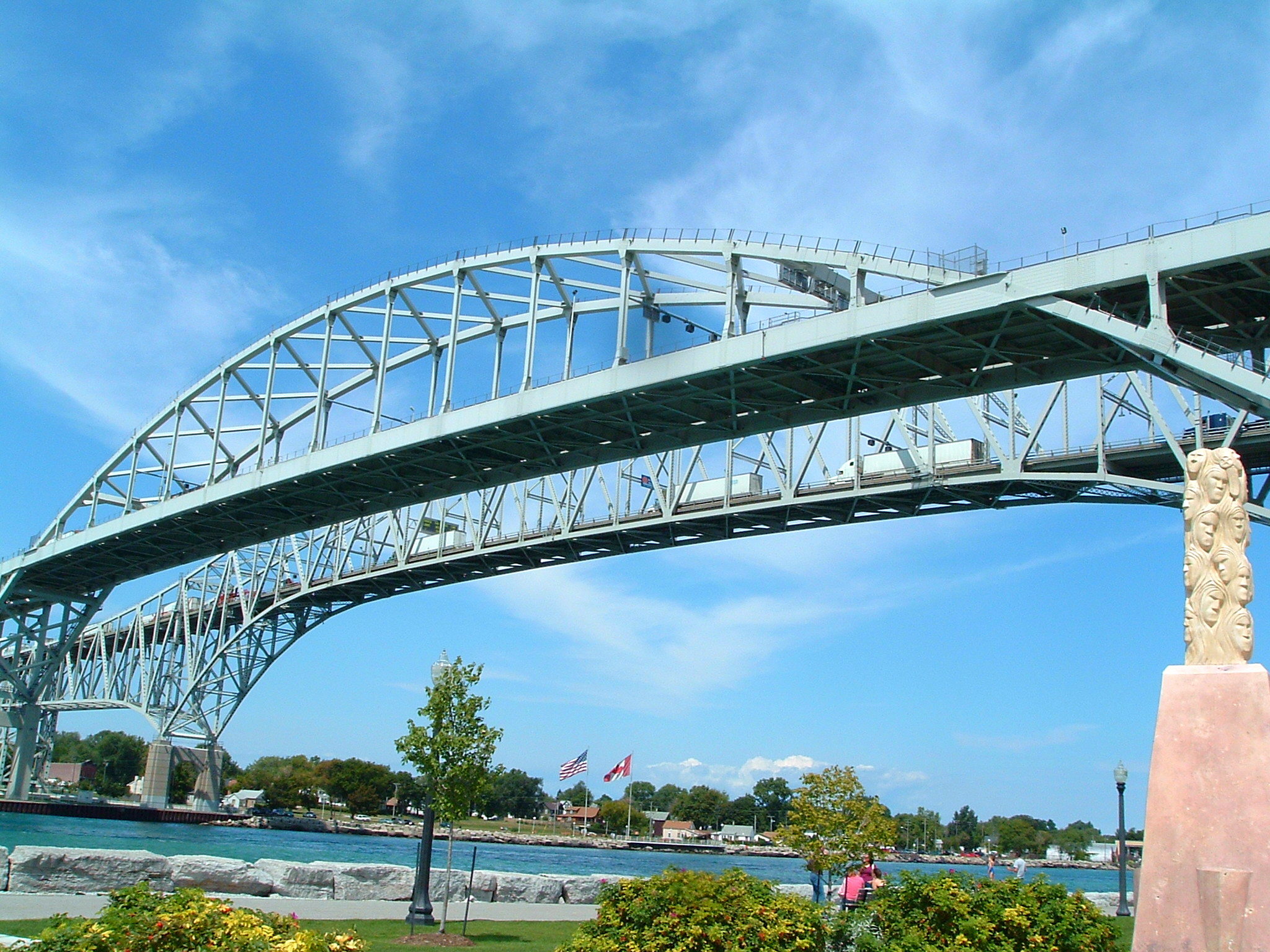
Most Blue Water Bridge przez rzekę łączący Port Huron i Sarnią